# Trăng rơi
Trăng rơi (tựa gốc tiếng Anh: Moonfall) là một bộ phim thảm họa khoa học viễn tưởng năm 2022 do Roland Emmerich đồng sáng tác, đạo diễn và sản xuất. Phim có sự tham gia của Halle Berry, Patrick Wilson, John Bradley, Michael Peña, Charlie Plummer, Vu Văn Văn và Donald Sutherland. Bộ phim theo chân hai cựu phi hành gia cùng với một nhà lý thuyết âm mưu khám phá ra sự thật ẩn giấu về Mặt Trăng của Trái Đất khi nó đột ngột rời khỏi quỹ đạo của nó. Được quay ở Montreal với kinh phí 138–146 triệu USD, đây là một trong những bộ phim được sản xuất độc lập đắt nhất từng được thực hiện.
Phim được công chiếu tại Mỹ vào ngày 4 tháng 2 năm 2022 bởi Lionsgate và Summit Entertainment, và tại Vương quốc Anh cùng ngày bởi Entertainment Film Distributors. Nó trở thành một trong những bom xịt phòng vé lớn nhất mọi thời đại, chỉ thu về 67 triệu USD trên toàn thế giới và nhận được nhiều đánh giá trái chiều đến tiêu cực từ các nhà phê bình.

## Tóm tắt
Năm 2011, các phi hành gia Brian Harper, Jocinda "Jo" Fowler và người mới Marcus đang thực hiện nhiệm vụ trên tàu con thoi để sửa chữa một vệ tinh. Một bầy công nghệ bí ẩn của người ngoài hành tinh tấn công vệ tinh, giết chết Marcus và đánh Jo bất tỉnh trước khi đào hầm vào bề mặt Mặt Trăng. Brian, nhân chứng duy nhất của sự việc, đã đưa tàu con thoi bị tê liệt trở lại Trái Đất, nhưng câu chuyện của anh bị bác bỏ và anh bị NASA sa thải.
Mười năm sau, nhà lý thuyết âm mưu K.C. Houseman, người tin rằng Mặt Trăng là một siêu cấu trúc nhân tạo, đã bí mật sử dụng thời gian trên kính viễn vọng nghiên cứu. Anh phát hiện ra rằng quỹ đạo của Mặt Trăng đang quay gần Trái Đất hơn và cố gắng chia sẻ những phát hiện của mình với Brian bị thất sủng. NASA cũng phát hiện ra điều bất thường, nhưng K.C. đã công khai trên phương tiện truyền thông xã hội, dẫn đến sự hoảng loạn toàn cầu. Jo hiện là phó giám đốc NASA, phóng tàu vũ trụ trên tên lửa SLS Block 1 để điều tra sự bất thường. Cũng chính bầy đàn ngoài hành tinh đó đã tấn công, giết chết cả ba phi hành gia trên Mặt Trăng sau khi họ thả một tàu thăm dò vào một trục nhân tạo sâu hàng km đã mở ra trên bề mặt Mặt Trăng.
Khi quỹ đạo của Mặt Trăng lệch trục, Mặt Trăng ngày càng rơi gần Trái Đất hơn, gây ra nhiễu động địa chấn và lực hấp dẫn. Jo gặp cựu quan chức NASA Holdenfield, người tiết lộ rằng Brian đã bị mất uy tín do sự che đậy của NASA có từ thời Apollo 11; trong lần hạ cánh đầu tiên lên Mặt Trăng, việc mất điện vô tuyến kéo dài hai phút nhằm che giấu bằng chứng về ánh sáng rung động trên bề mặt. Apollo 12 cũng tiết lộ rằng Mặt Trăng rỗng và một thiết bị EMP quân sự được tạo ra để tiêu diệt bầy đàn đã bị bỏ rơi vì lý do ngân sách.
Với sự giúp đỡ từ chồng cũ, Tướng Doug Davidson, Tham mưu trưởng Không quân Hoa Kỳ, Jo trưng dụng EMP và giải cứu tàu con thoi Endeavour đã nghỉ hưu khỏi một bảo tàng để phục vụ cho nhiệm vụ mới: điều chỉnh quỹ đạo của Mặt Trăng và tiêu diệt bầy đàn. Brian, K.C. và Jo phóng cùng EMP, thoát ra khỏi quỹ đạo trong gang tấc khi một cơn sóng thần phá hủy Căn cứ Không quân Vandenberg.
Họ tiến vào bên trong Mặt Trăng, một không gian giống một quả cầu Dyson được cung cấp năng lượng bởi một ngôi sao lùn trắng ở trung tâm của nó. Hệ điều hành AI của quả cầu Dyson giải thích cho Brian rằng hàng tỷ năm trước, tổ tiên của loài người có công nghệ tiên tiến đã bị tiêu diệt bởi một AI phản bội; họ đã xây dựng Mặt Trăng như một con tàu giữa các vì sao để tạo ra và gieo mầm sự sống trên Trái Đất, nhưng bầy đàn—một trong những AI độc hại—đã phát hiện ra Mặt Trăng và đang hút năng lượng từ nguồn năng lượng của nó, làm mất ổn định quỹ đạo của nó.
Trong khi đó, con trai của Brian là Sonny, con trai của Jo là Jimmy và người chăm sóc của cậu bé là Michelle cố gắng tiếp cận boongke quân sự của Doug ở vùng núi Colorado, tìm vợ cũ của Brian và mẹ của Sonny là Brenda, chồng của cô ấy là Tom và gia đình kế của họ. Thoát khỏi những thảm họa do Mặt Trăng ở gần gây ra và chống lại những người sống sót khác, cả nhóm tìm thấy sự an toàn trong một đường hầm trên núi. Khi cô con gái út của anh ấy hết oxy, Tom đã nhường cho cô ấy cái bình oxy của mình, sau đó chết vì thiếu oxy khi Mặt Trăng tiến vào bầu khí quyển. Tổng thống ra lệnh tấn công hạt nhân vào Mặt Trăng đang đến gần, nhưng Doug từ chối tuân theo, các mảnh vỡ làm sập boongke ngay sau đó, có lẽ đã giết chết Doug và mọi người bên trong.
Vì bầy đàn chỉ tấn công sự sống hữu cơ khi có hoạt động điện tử, K.C. đã thu hút bầy đàn ra sau đó hy sinh bản thân để kích nổ EMP. Jo và Brian quay trở lại Trái Đất, đoàn tụ với gia đình của họ và sức mạnh của Mặt Trăng được phục hồi, quay trở lại quỹ đạo bình thường của nó, nhưng giờ nó đã rũ bỏ lớp vỏ ngoài bằng đá. Tái tạo lại ý thức của K.C., hệ điều hành của Mặt Trăng xuất hiện với hình dạng con mèo của anh ấy - Fuzz Aldrin và mẹ của anh ấy, nói rằng bây giờ họ phải "bắt đầu".

## Diễn viên
- Halle Berry vai Jocinda "Jo" Fowler: một cựu phi hành gia của NASA hiện là phó giám đốc của NASA và đồng nghiệp của Brian Harper, họ đã bay cùng nhau trong nhiệm vụ với tàu con thoi Endeavour.
- Patrick Wilson vai Brian Harper: một cựu phi hành gia NASA bị thất sủng và đồng nghiệp của Jo, người đã thực hiện nhiệm vụ với tàu con thoi Endeavour.
- John Bradley vai Tiến sĩ KC Houseman: một nhà nghiên cứu nghiệp dư, người phát hiện ra Mặt Trăng là nhân tạo và cũng phát hiện ra tác động sắp tới của Mặt Trăng đối với Trái Đất sau khi anh ta tiếp xúc với một quan chức từ đài quan sát ở Chile.
- Michael Peña vai Tom Lopez: chồng mới của Brenda.
- Charlie Plummer vai Sonny Harper thiếu niên: bị bắt vì chạy quá tốc độ.
- Azriel Dalman vai Sonny Harper hồi trẻ: con của Brian Harper.
- Vu Văn Văn vai Michelle: một du học sinh người Trung Quốc, cũng là bảo mẫu cho Jimmy.
- Donald Sutherland vai Holdenfield: một cựu quan chức của NASA, người đã tìm ra bí ẩn về mặt tối của Mặt Trăng xảy ra trong nhiệm vụ Apollo 11.
- Eme Ikwuakor vai Tướng Doug Davidson: Tướng bốn sao của Lực lượng Không quân Mỹ, từng là Tham mưu trưởng và phó giám đốc Lực lượng Không quân Mỹ, đồng thời là chồng cũ của Fowler.
- Carolina Bartczak vai Brenda Lopez: Vợ cũ của Brian và mẹ của Sonny, người hiện đang sống với người chồng mới Tom.
- Frank Schorpion vai Tướng Jenkins: một Tướng bốn sao của Lực lượng Không quân Hoa Kỳ, từng là Chủ tịch Hội đồng Tham mưu trưởng Liên quân và được Tổng thống Hoa Kỳ giao nhiệm vụ tiến hành một cuộc tấn công hạt nhân vào Mặt Trăng.
- Maxim Roy vai Thượng sĩ Gabriella Auclair: một đội trưởng quân đội dẫn đầu nhiệm vụ của lực lượng đặc nhiệm để giải cứu Brian và Houseman.
- Stephen Bogaert vai Giám đốc NASA Albert Hutchings: người đã chuyển giao vị trí của mình cho Fowler vào phút cuối cùng trước tác động của Mặt Trăng.
- Andreas Apergis vai Trung tá Reed: một người lính được giao nhiệm vụ cung cấp một EMP sẽ được kích nổ trên Mặt Trăng.
- Kathleen Fee vai Elaine Houseman: mẹ của Houseman sống tại viện dưỡng lão và mắc bệnh Alzheimer.
- Frank Fiola vai Alan Marcus: một cựu phi hành gia NASA, từng bay trên con tàu con thoi Endeavour.
- Zayn Maloney vai Jimmy (10 tuổi): con trai của Jocinda Fowler.
- Hazel Nugent vai Lauren Lopez (12 tuổi): con của Tom và Brenda.
- Ava Weiss vai Nikki Lopez (9 tuổi): con của Tom và Brenda.
- Ryan Bommarito vai Ziggy.
- Robert Brewster vai Gary: người đàn ông cao tuổi.
- Chris Sandiford vai Mosley.
- Andre Bedard vai thuyền trưởng Avery.
- Christian Jadah vai hoa tiêu Carl Saunders.
- Julia Thomas vai kỹ sư bay Hannah Martin.
- Jonathan Maxwell Silver vai Johansen.

## Sản xuất

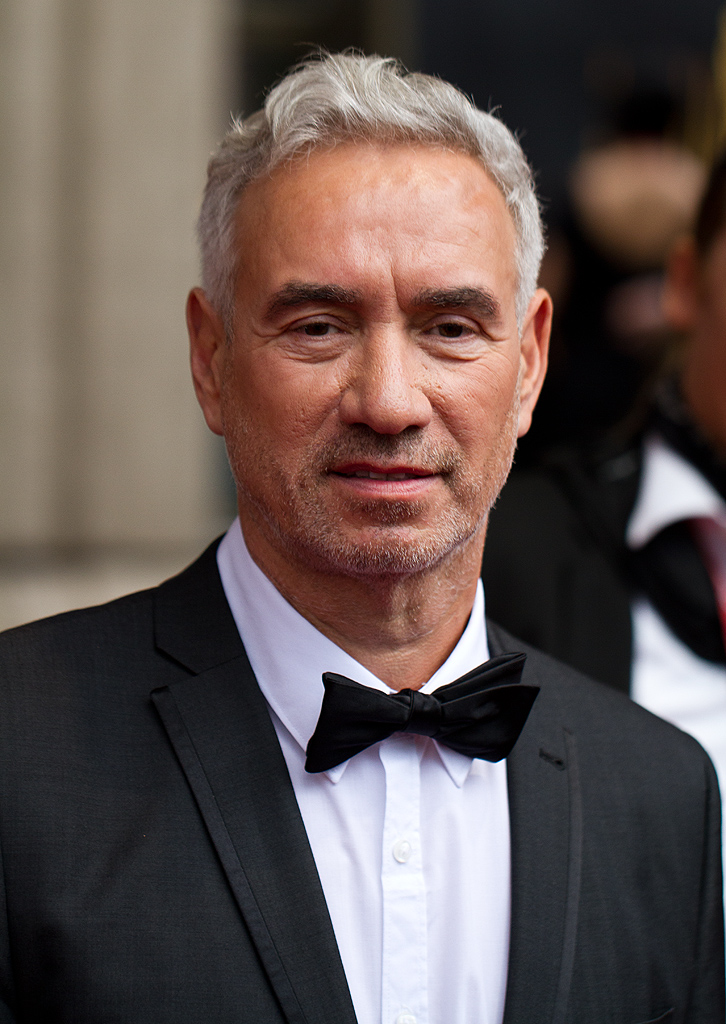
Kịch bản, đạo diễn và nhà sản xuất Roland Emmerich.

Vào tháng 5 năm 2019, Roland Emmerich được thông báo sẽ viết kịch bản và đạo diễn bộ phim. Với ngân sách 138–146 triệu USD (bao gồm 40 triệu USD từ Hoa Nghị huynh đệ, 15 triệu USD từ Lionsgate Films và 15 triệu USD từ Đức), nó là một trong những bộ phim độc lập đắt nhất từng được sản xuất. Emmerich cho biết dự án này trước đó đã được Universal Pictures mua lại và ngay khi lấy lại quyền, Emmerich cùng đối tác Harald Kloserư đã đến Liên hoan phim Cannesư để kêu gọi người ủng hộ tài chính, với tính chất độc lập giúp Emmerich có được quyền kiểm soát sáng tạo và 50% cổ phần của bộ phim. Ý tưởng nảy ra sau khi đọc cuốn sách Ai đã tạo nên Mặt Trăng? (Who Built the Moon?) của Christopher Knight và Alan Butler, trong đó tranh luận về giả thuyết Mặt Trăng rỗng, một thuyết âm mưu về việc Mặt Trăng là một công trình nhân tạo và kịch bản đã được thực hiện trong bốn năm. Vào tháng 11 năm 2019, Lionsgate và Summit Entertainment đã giành được quyền phân phối ở Bắc Mỹ và AGC International đã giành được quyền phân phối quốc tế.
Vào tháng 5 năm 2020, Josh Gad và Halle Berry đã được chọn vào dàn diễn viên, Patrick Wilson và Charlie Plummer được thêm vào tháng 6 cùng năm. Vào tháng 10, Stanley Tucci, John Bradley, Donald Sutherland và Eme Ikwuakor được thêm vào dàn diễn viên, với Bradley thay thế Gad do xung đột lịch trình.
Quá trình quay phim bắt đầu ở Montreal vào tháng 10 năm 2020, sau khi được lên kế hoạch trước đó vào đầu mùa xuân, và kéo dài tổng cộng 61 ngày. Michael Peña, Carolina Bartczak, Maxim Roy và Stephen Bogaert đã được bổ sung vào tháng 1 năm 2021, với việc Peña thay thế Tucci trong vai trò của anh ấy do hạn chế đi lại do đại dịch COVID-19 khiến Tucci không thể tham gia sản xuất. Do đại dịch COVID-19, bộ phim phải đẩy nhanh quá trình quay phim chính với số tiền chi thêm 5,6 triệu USD. Trong số các hạn chế của đại dịch là thiếu địa điểm quay phim, buộc phải xây dựng 135 bối cảnh khác nhau, được xây dựng chủ yếu trên sáu sân khấu ở Grandé Studios. Một bảo tàng ở Florida đã đóng góp một buồng lái Tàu con thoi nguyên bản và NASA đã cung cấp nhiều dữ liệu khác nhau về tàu vũ trụ.
1.700 cảnh quay hiệu ứng hình ảnh đã được thực hiện cho Trăng rơi, chủ yếu do bốn công ty xử lý, Scanline VFX, Pixomondo, DNEG và Framestore. Scanline đã phát ngay một đoạn giới thiệu được thực hiện trong quá trình sản xuất phim Trận chiến Midway cho buổi chào sân Cannes, một cảnh quay Mặt Trăng mọc sau Trái Đất đã kết thúc trong bộ phim đã hoàn thành.

## Phát hành
Phim tổ chức buổi ra mắt tại Los Angeles vào ngày 31 tháng 1 năm 2022. Phim được công chiếu tại Mỹ vào ngày 4 tháng 2 năm 2022. Trước đó phim được lên lịch phát hành vào ngày 22 tháng 10 năm 2021. Mặc dù đã được quảng cáo vào năm 2021, việc chiếu rạp của bộ phim ở Canada đã bị hủy bỏ do nhà phân phối địa phương, Mongrel Media, nhận thấy việc tiếp tục phát hành và chi số tiền cần thiết cho quảng cáo có phải là quá mạo hiểm hay không khi không chắc liệu các rạp chiếu phim ở Ontario và Quebec, nơi chiếm phần lớn doanh thu phim trong nước và đã ngừng hoạt động do đại dịch, sẽ được mở cửa kịp thời. Phim được phát hành tại Trung Quốc vào ngày 25 tháng 3 năm 2022.
Lionsgate đã chi khoảng 35 triệu USD cho các chương trình khuyến mãi và quảng cáo, bao gồm 12,2 triệu USD cho quảng cáo trên ti vi. Giám sát phương tiện truyền thông xã hội RelishMix cho biết các phản ứng trực tuyến "từ trái chiều đến tiêu cực" trong khi "chỉ số tích cực" dưới mức trung bình. Bộ phim đã đạt được 88,9 triệu lượt tương tác trên mạng xã hội (bao gồm 51,1 triệu lượt xem trên YouTube) từ 31 video được chia sẻ trực tuyến, trong đó có các thỏa thuận thương hiệu với Omega SA và Lexus. RelishMix cũng cho biết "sức hút yếu đi" và khán giả trực tuyến "đặt câu hỏi về việc sử dụng tàu con thoi đã ngừng hoạt động từ năm 2011 và bàn tán về tin đồn rằng bộ phim đang tiến thẳng đến Netflix", trong khi Emmerich đang gây ra phản ứng dữ dội "vì ghét Trái Đất".
Phim được phát hành cho các nền tảng VOD vào ngày 1 tháng 4 năm 2022, sau đó là bản phát hành Blu-ray, DVD và 4K UHD vào ngày 26 tháng 4 năm 2022 bởi Lionsgate Home Entertainment.

## Đánh giá

### Phòng vé
Tính đến ngày 5 tháng 6 năm 2022, Trăng rơi đã thu về 19,1 triệu USD ở Mỹ và Canada, và 48,2 triệu USD ở các lãnh thổ khác, với tổng doanh thu toàn cầu là 67,3 triệu USD.
Tại Mỹ, Trăng rơi được phát hành cùng với Những trò đùa ngu ngốc 4 và được dự đoán sẽ thu về 8–11 triệu USD từ 3.446 rạp trong tuần đầu công chiếu, với Boxoffice Pro dự đoán doanh thu 9–14 triệu USD sau ba ngày ra mắt. Bộ phim đã kiếm được 3,4 triệu USD trong ngày đầu tiên, bao gồm khoảng 700.000 USD ước tính từ các bản xem trước vào tối thứ 5. Khoảng 300 rạp chiếu phim đã đóng cửa vào thứ 5 do một cơn bão tuyết ảnh hưởng đến hầu hết miền Trung Tây nước Mỹ. Phim tiếp tục thu về 9,9 triệu USD trong tuần đầu công chiếu, đứng thứ hai. Bộ phim bị sụt giảm 70% trong tuần thứ hai sau khi kiếm được 2,9 triệu USD. Trăng rơi rớt khỏi top 10 phòng vé trong tuần thứ ba công chiếu với 1,1 triệu USD.
Bên ngoài Mỹ và Canada, bộ phim đã thu về ước tính 9,37 triệu USD ở nước ngoài trong tuần đầu công chiếu. Nó đã kiếm được 9,7 triệu USD trong tuần đầu tiên công chiếu tại Trung Quốc, ra mắt ở vị trí đầu tiên bằng cách thay thế The Batman: Vạch trần sự thật. Phim ra rạp trong khi làn sóng mới của đại dịch COVID-19 buộc hơn nửa số rạp phải đóng cửa. Nó vẫn giữ được vị trí của mình trong suốt cuối tuần tiếp theo với tổng doanh thu là 3,2 triệu USD. Vào cuối tuần thứ ba, nó rơi xuống vị trí thứ tư trong khi thu về 900.000 USD.

### Phản ứng quan trọng
Trên website tổng hợp phê bình Rotten Tomatoes, 36% trong số 214 bài phê bình của các nhà phê bình là tích cực, với điểm trung bình là 4,40/10. Sự đồng thuận của trang web có nội dung: "Trăng rơi tệ đến mức nó sẽ phụ thuộc vào khả năng chịu đựng của bạn đối với dòng phim hạng B –  nhưng dù sao thì đây cũng là một bộ phim kinh dị về thảm họa của Emmerich". Metacritic, sử dụng thang điểm 100, đã cho bộ phim số điểm 41 trên 100, dựa trên 45 nhà phê bình, cho biết "các bài đánh giá chung chung hoặc trung bình". Khán giả được thăm dò bởi CinemaScore đã cho điểm trung bình của bộ phim là "C+" trên thang điểm từ A+ đến F, trong khi những người ở PostTrak cho bộ phim điểm tích cực là 66%, với 49% nói rằng họ chắc chắn sẽ giới thiệu bộ phim.